# Marie-Louise Rochebillard
Marie-Louise Rochebillard est une syndicaliste française, née le 4 juin 1860 à Changy (Loire) et morte le 30 janvier 1936 à Lyon. Personnalité lyonnaise appartenant au courant du catholicisme social, elle est une pionnière du syndicalisme féminin.

## Biographie

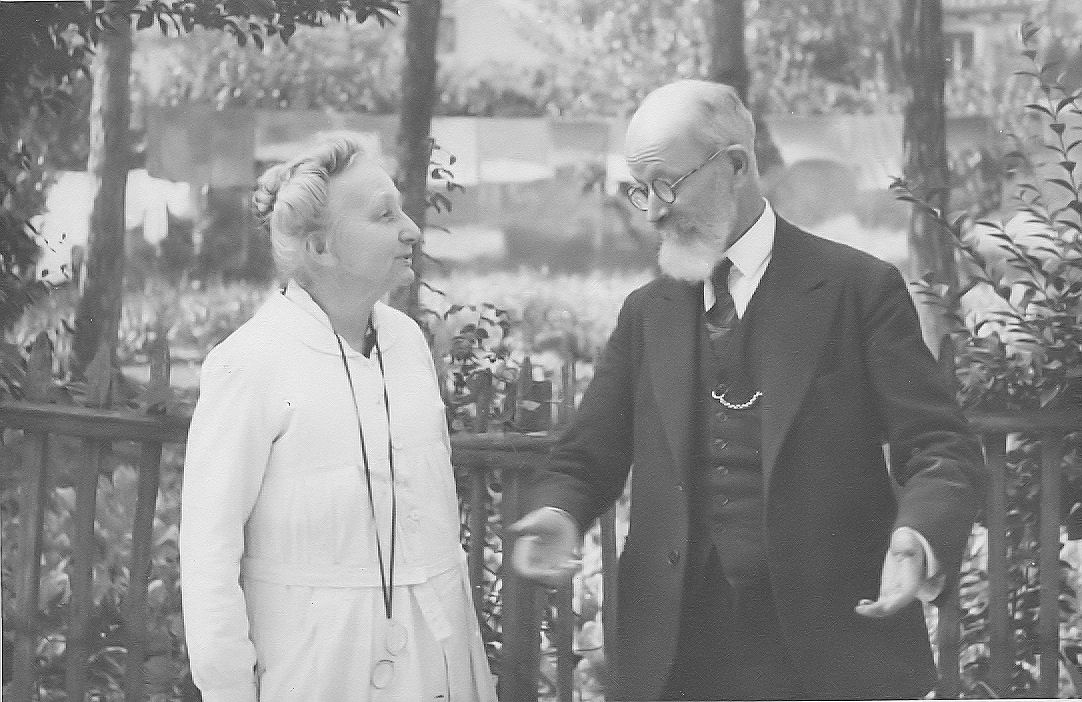
Faculté de Médecine Lyon 6.

Marie-Louise Rochebillard est née le 4 juin 1860 à Changy, à quelques kilomètres de Roanne (Loire). Elle est la fille de Jean-Claude Rochebillard, notaire, et de Léonie Depalle.
Elle travaille dès 16 ans, par suite de la ruine de sa famille. N'éprouvant aucune attirance pour ce travail, elle revendique cependant la fierté d'exercer un travail pour une femme. À Lyon, marquée par la grève des ovalistes (1869), elle crée en 1899 deux syndicats : celui des dames employées de commerce, dont elle prend la présidence, et celui des ouvrières de l'aiguille lyonnaise. Ces syndicats sont non mixtes à différents points de vue : ils ne regroupent que des ouvrières et non leur patronne (alors que le syndicalisme chrétien existant à l'époque, comme le syndicat de l'aiguille de Paris fondé en 1892 par le père du Lac regroupe à la fois ouvrières et petites patronnes). Par ailleurs ils ne regroupent que des femmes (influence du catholicisme).
En 1899, Marie-Louise Rochebillard a analysé le monde du travail féminin français : sur une population de près de 20 millions de femmes, un tiers d'entre elles travaille. Son objectif est alors de former une élite militante, en mettant sur pied des cours professionnels.
Plus tard, Marie-Louise Rochebillard crée un troisième syndicat, celui des ouvrières de la soie. 
À la suite de la Première Guerre mondiale, elle devient directrice de l'hôpital auxiliaire La Ferrandière, puis de l'Œuvre du Bon Abri pour les jeunes filles à Lyon et enfin d'un centre anticancéreux après 1925[réf. nécessaire].

## Hommages

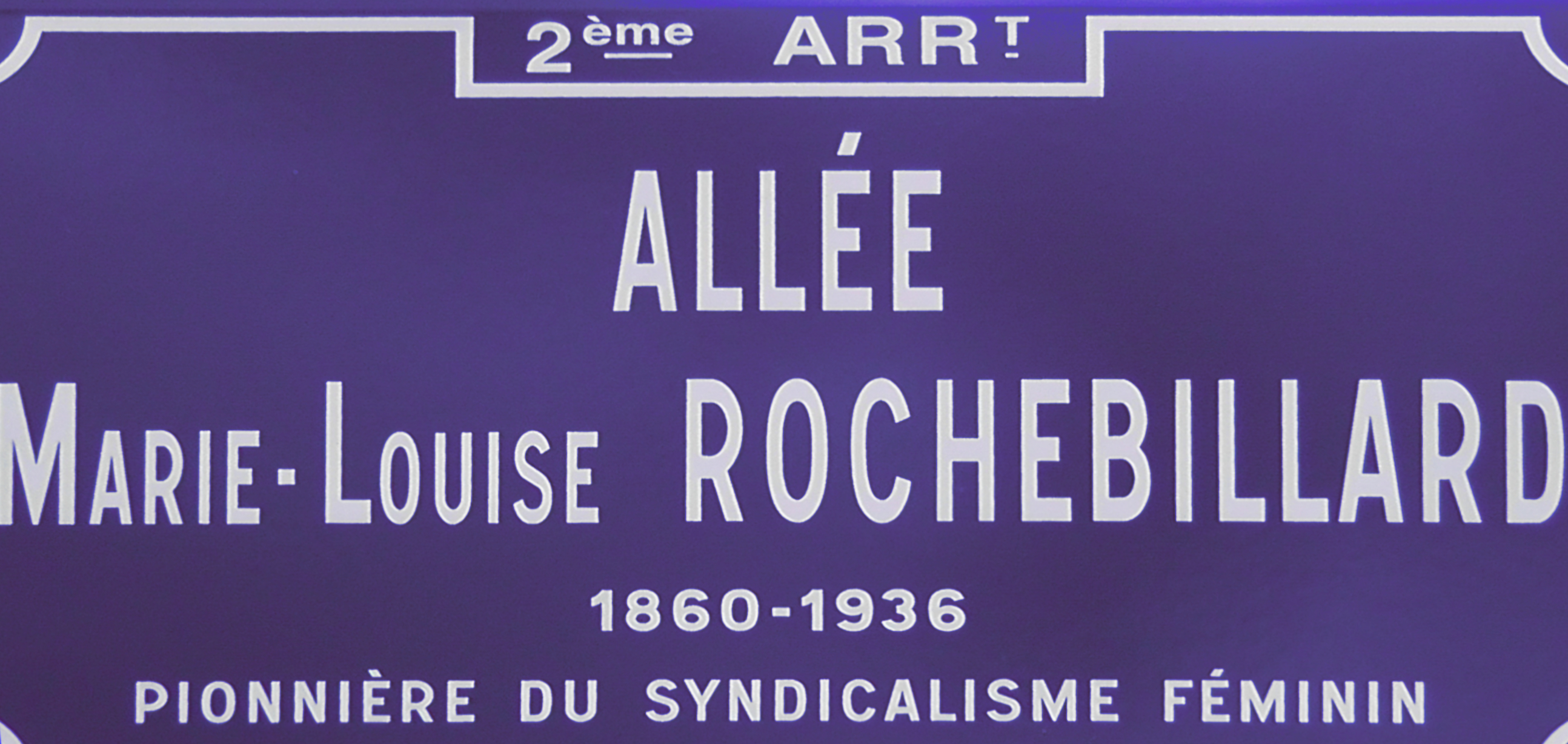
Plaque de l'allée Marie-Louise-Rochebillard, à Lyon.

Le 5 mars 2008, un hommage lui est rendu par l'apposition d'une plaque commémorative au 13 rue Sainte-Catherine dans le 1er arrondissement de Lyon. 
Dans le 2e arrondissement de Lyon, une allée est nommée d'après elle dans le quartier Confluence.